# Lucecita
A Lucecita (eredeti cím: Cabecita) 1999 és 2000 között vetített argentin telenovella, amit Jorge Montero, Gaita Aragona és Víctor Stella rendezett. A főbb szerepekben Agustina Cherri és Alejo Ortiz látható.
A Lucecitát a Vad angyal elsöprő sikere miatt készítették az alkotók, a sorozat ugyanúgy a fiatalokról szól fiataloknak, az ő mindennapi gondjaikról, vagyis a szerelemről, a csalódásról és a reményről. Lucecitának önhibáján kívül szerelemért sokkal inkább meg kell harcolnia, mint bárki másnak.
Bár a két főszereplő Augustina Cherri és Alejo Ortiz még nagyon fiatalok (Augustina a forgatások megkezdésekor még nem töltötte be a 17. életévét.) korábban már játszottak együtt. Éppen emiatt esett a producerek választása erre a fiatal párra, mert a Végtelen nyár vagy más néven 98 nyara című telenovellában már alakítottak egy szerelmes párt. A fiatalok így nem lepődtek meg a Telefe felkérésén, ugyanakkor mindketten tisztában voltak vele, hogy a Lucecita sokkal nagyobb kihívást jelent számukra, mint az előző sorozat.
A telenovella alkotói nem bízták a véletlenre a sorozat fogadtatását. Ezért a sorozat írójának Raúl Lecounát és Enrique Torrest kérték fel. Többek között ők írták a Vad angyal forgatókönyvét is. A Vad angyal szereplői közül a Lucecitában is játszik Verónica Vieyra és Norberto Diaz.
Argentínában 1999. december 1-én mutatta be a Telefe. Magyarországon a TV2 mutatta be 2001. július 30-án.

## Ismertető
Lucía nagy gonddal él a városában. Mario, az apja összetűzésbe került a város gengsztereivel. Mariano Nuñez Zamora a helyi gengszter, aki mindenki életét irányítja. A városban pedig mindenki kérdés nélkül és lehajtott fejjel elfogadja ezeket a feltételeket. Mindenki, kivéve Lucia apját. Ezért fél a fiatal nő.

## Szereplők
| Szereplő              | Színész             | Magyar hang       |
| --------------------- | ------------------- | ----------------- |
| Lucia Escobar         | Agustina Cherri     | Szinetár Dóra     |
| Esteban Zuluaga       | Alejo Ortiz         | Bartucz Attila    |
| Sofia De Nuñez Zamora | Maria Rosa Gallo    | Bókai Mária       |
| Mariano Nuñez Zamora  | Norberto Diaz       | Fazekas István    |
| Nora De Nuñez Zamora  | Patricia Viggiano   | Kiss Erika        |
| Lidia Nuñez Zamora    | Stella Maris Closas | Holló Orsolya     |
| Aníbal Maldonado      | Antonio Grimau      | Koroknay Géza     |
| Estrella / Coca       | Jessica Schultz     | Juhász Judit      |
| Tucán                 | Andrés Vicente      | Bácskai János     |
| China                 | Mirta Wons          | Náray Erika       |
| Fito                  | Roly Serrano        | Bognár Tamás      |
| Ricky                 | Agustina Lecouna    | Zsigmond Tamara   |
| Chelo                 | Adrián Yospe        | Seder Gábor       |
| Salomé                | Celeste Pisapía     | Nemes Takách Kata |
| Bárbara Nuñez Zamora  | Nicole Neumann      | Csondor Kata      |
| Dorotea               | Raquel Casal        | Lux Ádám          |
| Yoli                  | Verónica Vieyra     | Roatis Andrea     |